# Fiat 124 Sport Spider
Pour les articles homonymes, voir Fiat 124 (homonymie).
 (août 2024).
Si vous disposez d'ouvrages ou d'articles de référence ou si vous connaissez des sites web de qualité traitant du thème abordé ici, merci de compléter l'article en donnant les références utiles à sa vérifiabilité et en les liant à la section « Notes et références ».
La Fiat 124 Sport Spider est une voiture produite par le constructeur italien Fiat à partir de 1966.

## Histoire
Présenté au Salon de Turin de 1966, en même temps que la Fiat Dino Spider à moteur Ferrari, le spider 124 semble un peu trop sage et presque timide. La sobriété de sa ligne est la clé d’un succès commercial qui traverse l'Atlantique et dure vingt ans.
Dans les années 1960, l’Italie connaît le tourbillon effréné de la croissance économique. Après avoir mis la péninsule sur « quatre roues » en produisant des millions de voitures populaires, Fiat affiche de nouvelles ambitions. Son association et sa prise de participation dans Ferrari lui fournissent l'occasion de développer un modèle de prestige à moteur V6 (la Dino Spider), le géant de Turin poursuivant le rajeunissement de sa gamme. Il présente, en mars 1966, la berline 124 qui inaugure cette politique, en même temps qu’un matricule 100 largement décliné par la suite avec les modèles 125, 126, 127, 128, 130, etc. La berline 124 affiche une certaine sophistication avec ses quatre freins à disque et un moteur 1 200 cm3 de 60 ch et une tenue de route très sûre.
À cette époque, Fiat reste l’un des rares constructeurs généralistes, avec Peugeot, à produire des cabriolets et des coupés dérivés de berlines de grande diffusion. Il lance presque simultanément deux dérivés sportifs de sa familiale 124 : la 124 spider et la 124 coupé.
C'est chez le maître Pininfarina que Tom Tjaarda est chargé du dessin de la voiture. Le coup de crayon, jugé peu audacieux à l’époque, donne une ligne classique et épurée, possédant un charme intemporel. À tel point qu’elle sera produite quasiment avec la même robe, mais avec des motorisations de 1,6 à 2 litres, jusqu’en 1985.

## Une mécanique sophistiquée
Sans parler de compétition automobile, la tradition sportive est très bien ancrée chez Fiat. La mécanique de la berline 124 est conçue par l’ingénieur Aurelio Lampredi, qui travaille longtemps au développement des V12 Ferrari avant de rejoindre Fiat, en 1955. Il élabore un moteur de 1 438 cm3 coiffé d’une culasse alu à double arbre qui délivre une puissance de 90 ch. Cette propulsion rigoureuse offre une vitesse de pointe de 180 km/h.

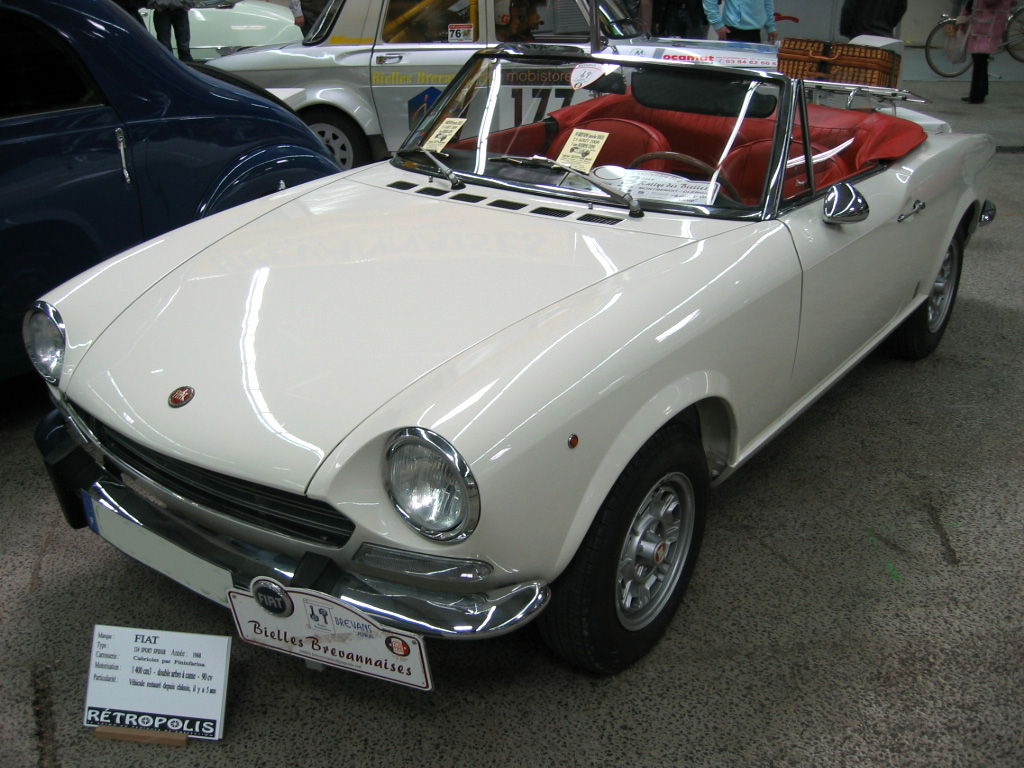
Fiat 124 Sport Spider.
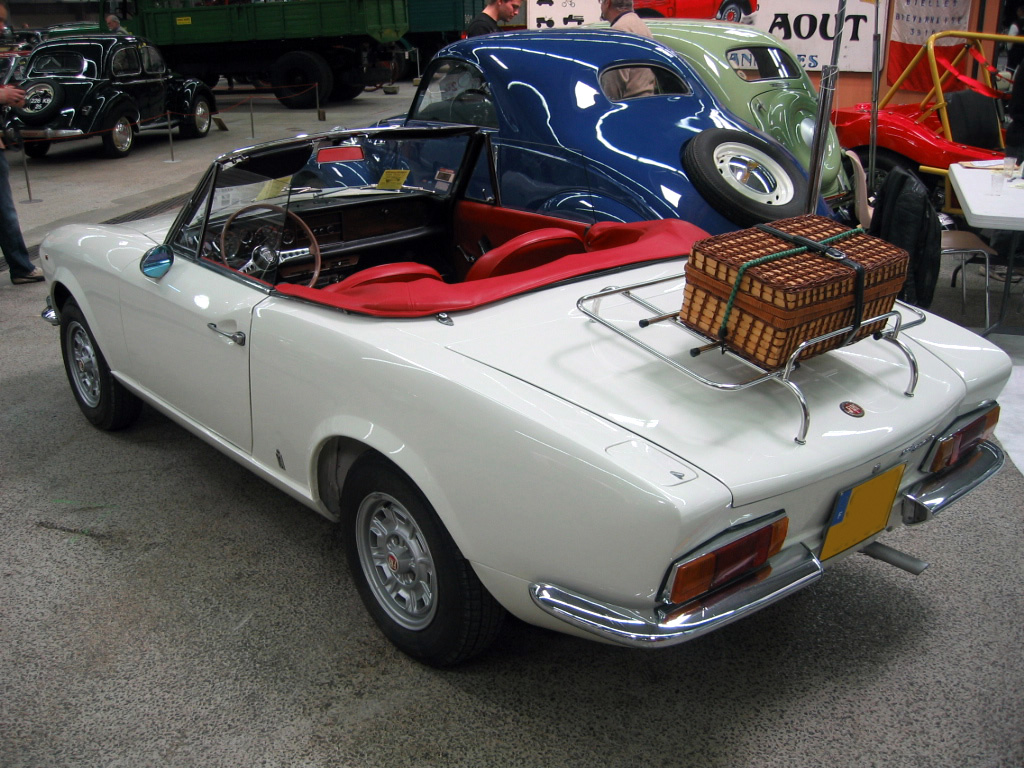
Vue arrière d'une Fiat 124 Sport Spider avec une véronique sur le coffre.
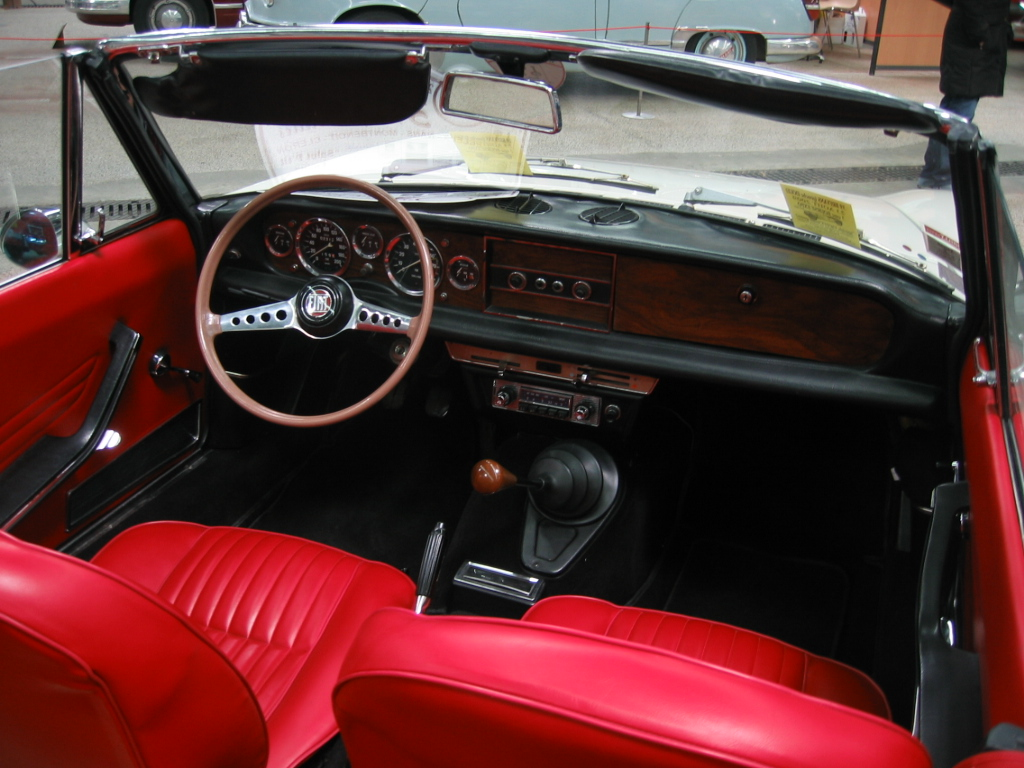
Habitacle d'une Fiat 124 Sport Spider.
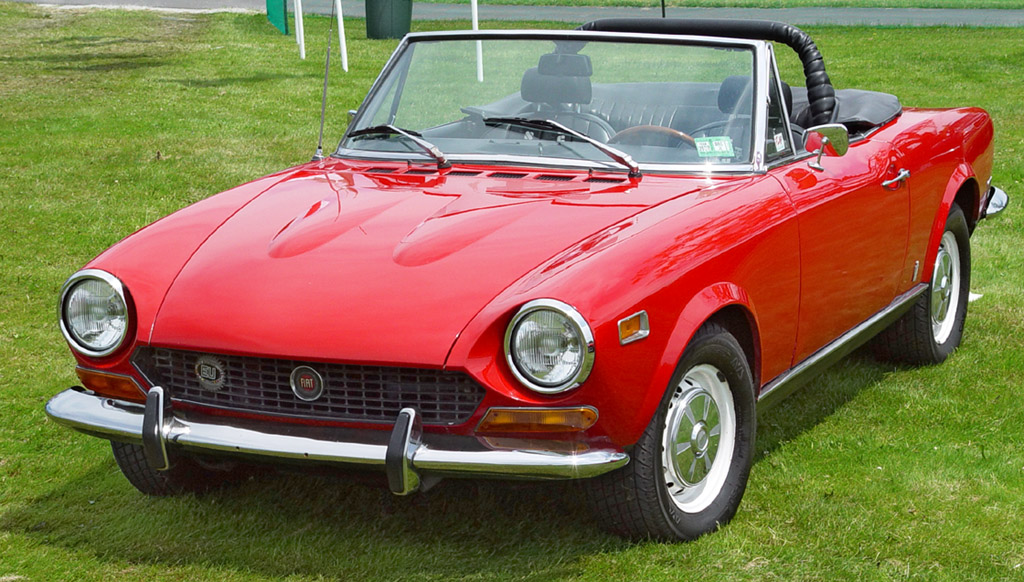
Une 124 Spider de 1974 avec un arceau de sécurité.

## Première série: type AS
La première série, référencée sous le code VIN : ZFA124AS, est lancée au Salon de Turin 1966 ; elle est exportée aux États-Unis à partir de 1968.

## Deuxième série: type BS
En 1969, Fiat lance la deuxième série du Spider 124, la version « BS » .
Cette nouvelle série reçoit quelques légères retouches esthétiques et d'équipement. Le type 124 BS est un 1400 (1438 cm3).  En 1970, la gamme s'enrichit d'une version type 124 BS.1 dotée d'un nouveau moteur de 1 608 cm3, dérivé de la Fiat 125, avec une carburation Weber à deux carburateurs double corps.

## Troisième série: type CS

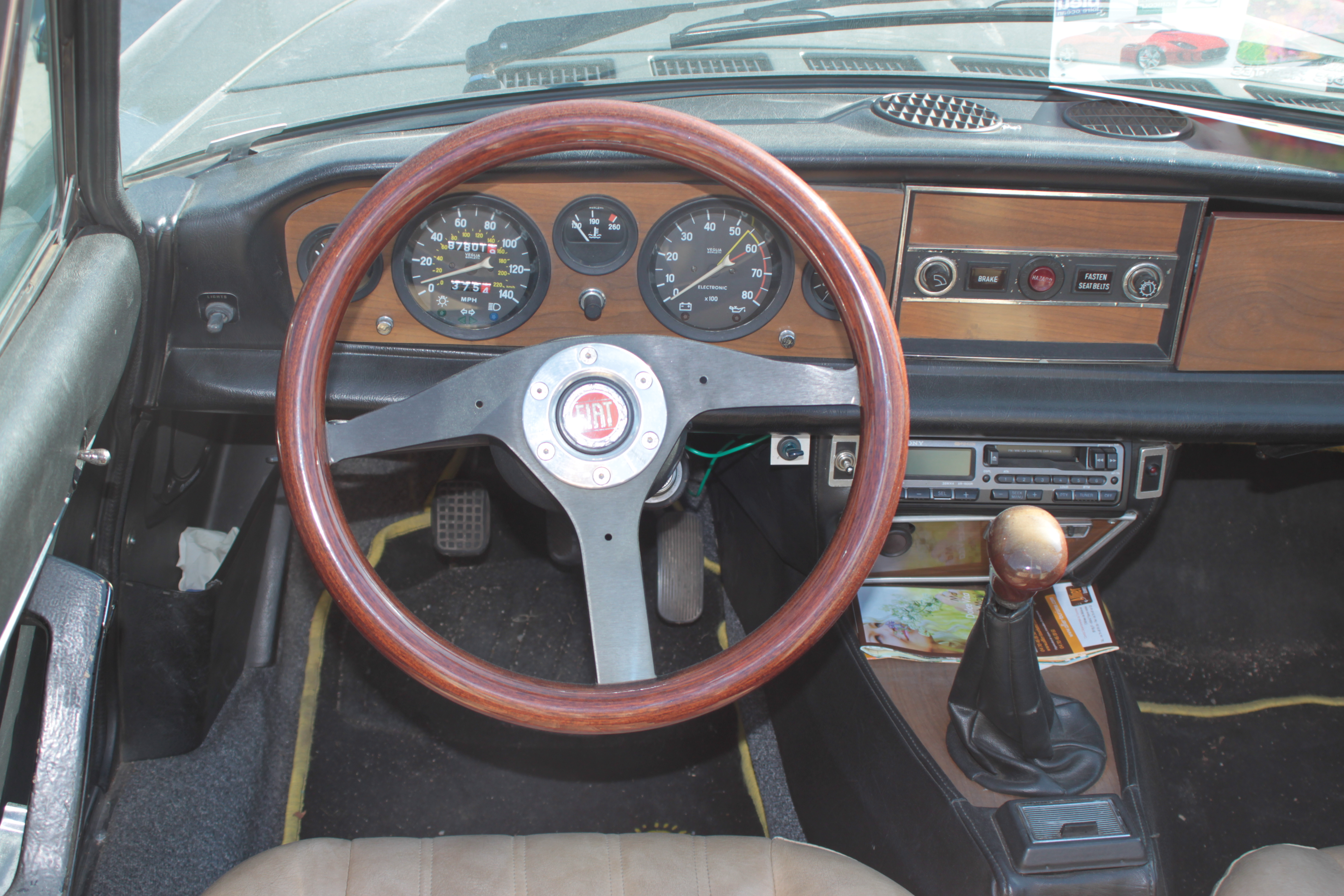
Le tableau de bord de la 2000.

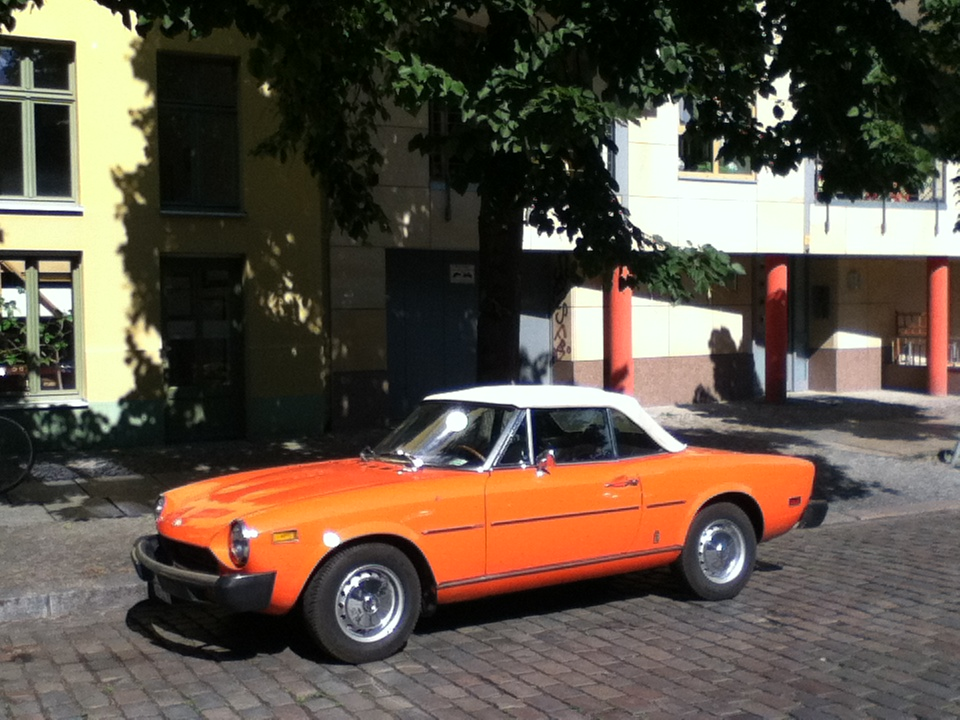
Fiat 124 Spider 2000 à Berlin

En 1970, Fiat présente la troisième série de la 124 Spider, la version « CS ».
Cette série conservera la même carrosserie que la précédente mais voit apparaître de nouvelles motorisations. L’intérieur adopte une sellerie plus luxueuse de haute qualité. Les nouveaux moteurs sont dérivés de ceux qui animent la Fiat 132 : un 1 592 cm3 pour la version CS et un 1 756 cm3 pour la version CS1. La version « CS » vise une clientèle plus exigeante et aisée. Ne pas confondre ces versions CS européennes avec celles lancées pour le marché américain. 
Sur le marché des véhicules de collection, les versions européennes sont d'ailleurs les plus recherchées et les plus cotées. En effet les modèles américains sont équipés de pare chocs proéminents ainsi que de rappels de clignotants rectangulaires sur les ailes avant et arrière qui nuisent à l'esthétique du spider.
La commercialisation s'arrête, en Europe, à la fin de l'année 1974. À partir du 1er janvier 1975, Fiat lance la version « CS1 » - 124 Spider America, spécialement destinée au marché Nord-américain, avec les pare-chocs à absorption d'énergie et en conformité avec les normes anti-pollution en vigueur à l'époque.
Sur cette même base, Fiat fait construire par Abarth, la version « CSA » 124 Abarth Rally, avec le moteur de 1 756 cm3 développant 128 ch. Environ mille exemplaires de cette version sont produits.
C'est en 1978 que Fiat remplace le moteur 1 800 cm3 par un 2 litres, dérivé de celui de la Fiat 132. Sa puissance, en Europe, est de 120 ch mais, les réglementations en vigueur aux États-Unis, anti-pollution notamment, la réduisirent à 87 ch.

## Quatrième série: type CSO
En mai 1979, Fiat lance sa série de moteurs dotés de l'injection électronique. La version 2,0 litres dispose alors d'une puissance de 102 ch, qui connaît un grand succès.
À partir de 1981, la version 124 Spider 2000 Turbo, développant 122 ch, est produite à sept cents exemplaires.

## Cinquième série: type DS
En 1981, on assiste à un bouleversement majeur pour la 124 Spider.
Tout d'abord, Fiat transfère toute la chaîne de production chez Pininfarina qui devient ainsi constructeur. Le nouveau modèle est distribué par le réseau Fiat aux États-Unis mais revient sur les marchés européens. C'est une nouvelle version « DS » qui porte le nom de Pininfarina Spider Europa. Le moteur est toujours le 1 995 cm3 à injection électronique de la Croma qui développe 102 ch en Amérique et 105 ch en Europe.
Une dernière version est lancée en 1983, la Spider Europa VX, développant 135 ch. Cinq cents exemplaires de ce modèle sont produits.

## La Fiat 124 Spider à l'étranger

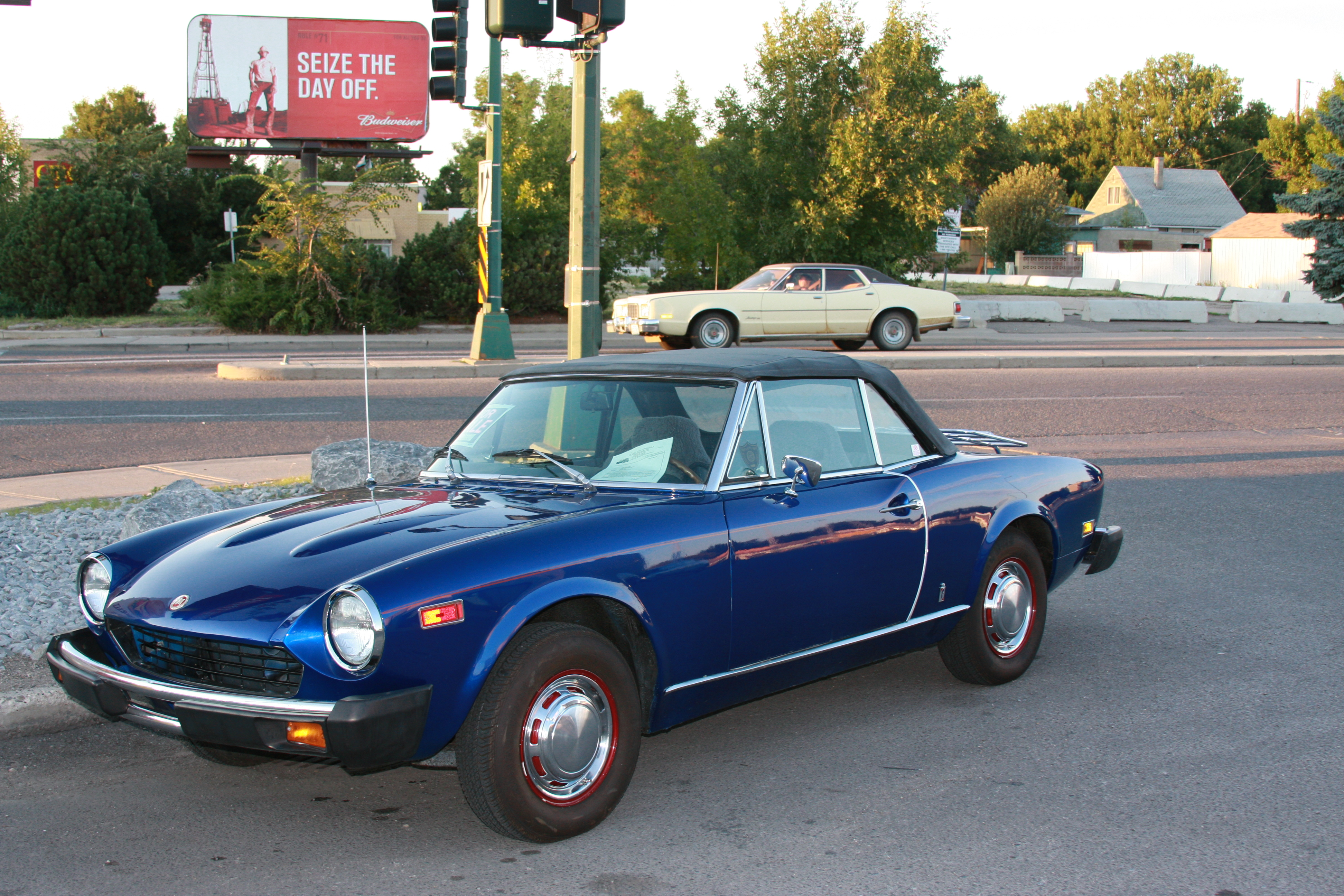
Une Fiat 124 Spider version États-Unis

Ce modèle n'est jamais fabriqué ailleurs qu'en Italie, par Fiat de 1966 à 1981, et chez Pininfarina jusqu'à sa fin de production, en 1985.
Au total, 198 120 exemplaires de ce modèle sont fabriqués : 170 720 sont vendus aux États-Unis et 27 400 en Europe.

## Caractéristiques techniques
| Modèle                 | Période         | Moteur         | Cylindrée      | Puissance max (ch)     | Couple max              | Carburation                  | Vitesse max | Ex. produits |
| ---------------------- | --------------- | -------------- | -------------- | ---------------------- | ----------------------- | ---------------------------- | ----------- | ------------ |
| Spider AS/BS 1.4       | 08/1966-07/1970 | Fiat 124AC     | 1 438 cm3      | 90 à 6 000 tr/min      | 14,1 mkg à 3 800 tr/min | Double corps Weber 34DHS     | 180 km/h    | 32 327       |
| Spider BS1 1.6         | 07/1970-09/1972 | Fiat 125BC     | 1 608 cm3      | 110 à 6 200 tr/min     | 14,1 mkg à 3 800 tr/min | 2 Double corps Weber 40IDF11 | 185 km/h    | 27 906       |
| Spider CS 1.6          | 09/1972-07/1973 | Fiat 132AC     | 1 592 cm3      | 108 à 6 100 tr/min     | 14,1 mkg à 3 800 tr/min | Double corps Weber 34DHS     | 185 km/h    | 10 730       |
| Spider CSA Abarth      | 09/1972-09/1974 | Fiat 132AC4    | 1 756 cm3      | 128 à 6 200 tr/min     | 16,3 mkg à 5 200 tr/min | 2 Double corps Weber 44IDF21 | 195 km/h    | 1 013        |
| Spider CS1 1.8/CS2 2.0 | 08/1973-07/1978 | Fiat 132AC1    | 1756/1 995 cm3 | 118 à 6 000 tr/min     | 15,5 mkg à 4 000 tr/min | Double corps Weber 34 DMS    | 190 km/h    | 86 134       |
| Spider CSO 2.0 I       | 05/1979-08/1982 | Fiat 132C3.032 | 1 995 cm3      | 105 à 6 000 tr/min     | 14,6 mkg à 4 000 tr/min | Injection                    | 175 km/h    | 31 360       |
| Spider CSO Turbo       | 04/1981-11/1985 | Fiat 132AC1    | 1 995 cm3      | 122 à 5 600 tr/min     | 17,5 mkg à 3 600 tr/min | Turbo Injection              | 195 km/h    | 700          |
| Spider DS 2.0          | 03/1982-11/1985 | Fiat 132C3.031 | 1 995 cm3      | 102/105 à 5 500 tr/min | 14,6 mkg à 4 000 tr/min | Injection                    | 175 km/h    | 7 450        |
| Spider DS VX 2.0       | 07/1983-11/1985 | Fiat 132V3.031 | 1 756 cm3      | 135 à 5 500 tr/min     | 21,0 mkg à 3 000 tr/min | Weber 36 DCA 5/250           | 195 km/h    | 500          |

De nos jours, de nombreux collectionneurs recherchent ces modèles qui ont marqué leur époque. Les modèles européens sont plus recherchés contrairement à ceux destinés au marché américain. Car ces derniers ont subi des modifications pour s’adapter à la législation américaine comme l’ajout de gros pare-chocs, une garde au sol plus haute, feux et clignotants modifiés. Ce qui affecte l’esthétique originelle fluide et élégante du 124 Sport Spider. Le système d’alimentation a été également modifié pour répondre aux normes étasuniennes de l’époque diminuant ainsi légèrement sa puissance. 
Aujourd’hui, les exemplaires en bon état et ceux qui sont dans une configuration d’origine respectant les modèles et les années de fabrication sont devenus rares et recherchés par les collectionneurs avertis.

## Fiat 124 Spider 2016
La Fiat 124 Spider « 2016 » est un spider produit par Fiat, à partir du projet commun développé avec le constructeur japonais Mazda. Il partage la plateforme, la boite de vitesses, le pont et les suspensions avec la Mazda MX-5 mais chaque modèle dispose d'une carrosserie et d'une motorisation spécifique. Il s'agit du 1 368 cm3 essence turbo multiair développant 140 ch pour l'Europe et 160 ch pour les États-Unis. Une version « Anniversary » tirée à 124 (24 pour la France) exemplaires a assuré le lancement et le 50e anniversaire du modèle initial en Europe continentale. Elle se distingue de la version « Lusso Plus » par ses rétroviseurs argentés, le sigle « 124 » chromé sur fond rouge dans sa grille de calandre et par sa plaque numérotée dans son habitacle entre les deux dossiers, ainsi que les options intégrées de radio Bose, sièges chauffants, caméra de recul, et exclusivement en teinte « rosso passione ».
Deux modèles Abarth 124 ont été présentés en septembre 2016 :
- Abarth 124 Spider : elle dispose du même moteur Fiat que la version d'origine mais sa puissance a été portée à 170 ch, d'un différentiel autobloquant et de suspensions durcies ; un échappement à quatre sorties, une calandre un peu plus agressive et un traitement plus coloré (capots noirs mat et coques de rétroviseurs contrastées) en option gratuite permettra de se différencier. Elle n'aura pas droit à toutes les options du modèle « de base » (caméra de recul…) mais pourra disposer d'une boite séquentielle à six vitesses en option et curieusement davantage écotaxée ;
- Abarth 124 Rally : version compétition engagée dans la catégorie R-GT et effectuera sa première participation en course au Rallye de Rome en septembre 2016. Ce modèle sera engagé dans les compétitions automobiles et notamment le Rallye Monte-Carlo 2017 par la Squadra Corse Abarth.